# Ama Samy

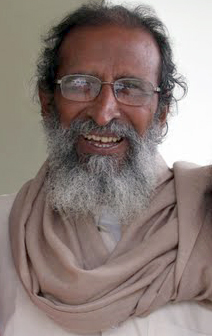
Zen-Meister Ama Samy

Ama Samy SJ (* 1936 in Burma), eigentlich Arokiasul Maria Arokiasamy, ist ein Zen-Meister (Rōshi; Dharma-Name Genun-ken) und christlicher Priester. Seine Lehrerlaubnis für Zen erhielt er von Yamada Koun Rōshi von der Zen-Vereinigung Sanbo Kyodan in Japan. Ama Samy war der erste autorisierte Zen-Meister in Indien. Er ist Gründer des Meditationszentrums Bodhi Zendo in Südindien.

## Leben und Werk
Ama Samy wurde 1936 als Sohn armer indischer Einwanderer in Myanmar geboren. Die Eltern schickten ihn als Kind zurück nach Tamil Nadu in Südindien, wo er bei seinem Großvater lebte. Als dieser starb, war er zunächst allein auf sich gestellt. Die Jesuiten nahmen ihn in ihre Schule auf und ermöglichten ihm eine Ausbildung als Priester. 1972 wurde er zum Jesuitenpater geweiht, doch die christliche Tradition erfüllte ihn nicht ganz, und so begann er, hinduistische Ashrams und buddhistische Meditationszentren aufzusuchen. Zeitweise lebte er als Bettler und Eremit. Durch Swami Abhishiktananda wurde er mit den Lehren des Advaita-Vedanta von Ramana Maharshi vertraut. Schließlich traf er auf den deutsch-japanischen Pater Hugo Enomiya-Lassalle, der ihn in Zen einführte und nach Japan schickte. In Kamakura wurde er Schüler des Zen-Meisters Yamada Koun Rōshi, der das Zen-Zentrum Sanbo Kyodan (heute: Sanbo-Zen) leitete. 1982 erhielt er von Yamada Rōshi die Dharma-Übertragung mit der Erlaubnis, Zen zu lehren. Sein japanischer Dharma-Name lautet Gen'un-ken (Gen: dunkel, obskur, Geheimnis; Un: Wolke).
1986 gründete Ama Samy die Bodhi Sangha, die Gemeinschaft seiner Schülerinnen und Schüler. Bodhi Sangha wurde zu einer unabhängigen Zen-Schule, als er 2002 die Sanbo Kyodan-Organisation verließ. Ama Samys Lehrmethode umfasst die Soto-Zen wie auch die Rinzai-Zen-Tradition, doch er bezieht sich auch auf das Christentum. Er lebte und lehrte lange Zeit im Bodhi Zendo, dem von ihm 1996 gegründeten Zen-Zentrum in der Nähe von Kodaikanal in Südindien.
Mit Hilfe seiner Schülerinnen und Schüler hat er Little Flower e.V. aufgebaut, eine gemeinnützige internationale Organisation, die marginalisierte Frauen, Kinder und Landlose in Südindien unterstützt.

## Dharma-Nachfolge
Ama Samy hat folgende Zen-Lehrer und -Lehrerinnen autorisiert:
- Stefan Bauberger (geb. 1960), Zen-Meister, Deutschland, verließ die Bodhi Sangha 2009[13][14]
- Johannes Fischer (geb. 1957), Zen-Meister, Deutschland, verließ die Bodhi Sangha 2018[15]
- Carl Hooper (geb. 1943), Zen-Meister, Australien[16][17]
- Heidemarie Kern (geb. 1944), Sensei (Zen-Lehrerin), Deutschland
- Gert Lüderitz (geb. 1950), Zen-Meister, Deutschland
- Cyril Mathew, SJ (geb. 1970), Zen-Meister, Indien
- Angela Pliske (geb. 1937), Sensei (Zen-Lehrerin), Tschechien
- Olaf Strelcyk (geb. 1978), Zen-Meister, USA[18]

## Deutschsprachige Schriften
- Zen – Erwachen zum Leben, Theseus Verlag 2018, ISBN 978-3-95883-240-4
- Zen – Der große Weg ist ohne Tor, Theseus Verlag 2014, ISBN 978-3-89901-812-7
- Zen – Praxis und Dialog. Kristkeitz Verlag 2007, ISBN 978-3-932337-07-9
- Zen und Erleuchtung: Zehn Meditationen eines Zen Meisters. Theseus Verlag 2005, ISBN 978-3-89620-256-7
- Zen: Erwachen zum ursprünglichen Gesicht. Theseus Verlag 2002, ISBN 978-3-89620-192-8
- Warum Bodhidharma in den Westen kam oder kann es ein europäisches Zen geben? Ch. Falk Verlag 1995, ISBN 978-3-89568-005-2
- Leere und Fülle. Zen aus Indien in christlicher Praxis. Kösel Verlag 1991, ISBN 978-3-466-20350-5